# Censimento generale dell'agricoltura
Il Censimento generale dell'agricoltura è un censimento economico; consiste nel conteggio delle aziende agricole in Italia e nell'individuazione delle loro caratteristiche. Il censimento generale dell'agricoltura viene effettuato ogni 10 anni.
L'Unità di rilevazione è l'azienda agricola, forestale, zootecnica. Nel V censimento generale dell'agricoltura è definita come l'unità tecnico-economica costituita da terreni, anche in appezzamenti non contigui, in cui si attua la produzione agraria, forestale e zootecnica ad opera di un conduttore, persona fisica, società od ente, che ne sopporta il rischio sia da solo, sia in forma associata. 
Tuttavia la definizione di "azienda agricola" risulta essere molto generica includendo realtà diverse fra loro. Questo genera un dibattito su quali siano i criteri per definire le aziende agricole (ad esempio vedi questo articolo). La normativa europea relativa alla all'organizzazione di indagini comunitarie sulla struttura delle aziende agricole propone come imprese agricole quelle la cui superficie agricola utilizzata è uguale o superiore ad un ettaro, oppure quelle che pur avendo una superficie agricola utilizzata inferiore ad un ettaro, producano un reddito o una produzione agricola superiore a "determinati limiti fisici".
Nel V censimento generale dell'agricoltura si è operata una distinzione tra "impresa agricola" ed "azienda agricola di dimensioni inferiori" principalmente per contenere i costi di rilevazione(vedi qui). 
Lo strumento di rilevazione è un questionario, complesso ed articolato, finalizzato a rilevare le caratteristiche generali dell'azienda, informazioni sull'organizzazione del lavoro e sugli addetti.

## Cronologia
Cronologia del censimento generale dell'agricoltura in Italia:
- 15 aprile 1961: I censimento
- 25 ottobre 1970: II censimento
- 24 ottobre 1982: III censimento
- 21 ottobre 1990: IV censimento
- 22 ottobre 2000: V censimento
- 24 ottobre 2010: VI censimento
- 30 luglio 2021: VII censimento